# Fontein Hogeweg
De Fontein Hogeweg is een artistiek kunstwerk in Amsterdam-Oost.

## Versie 1

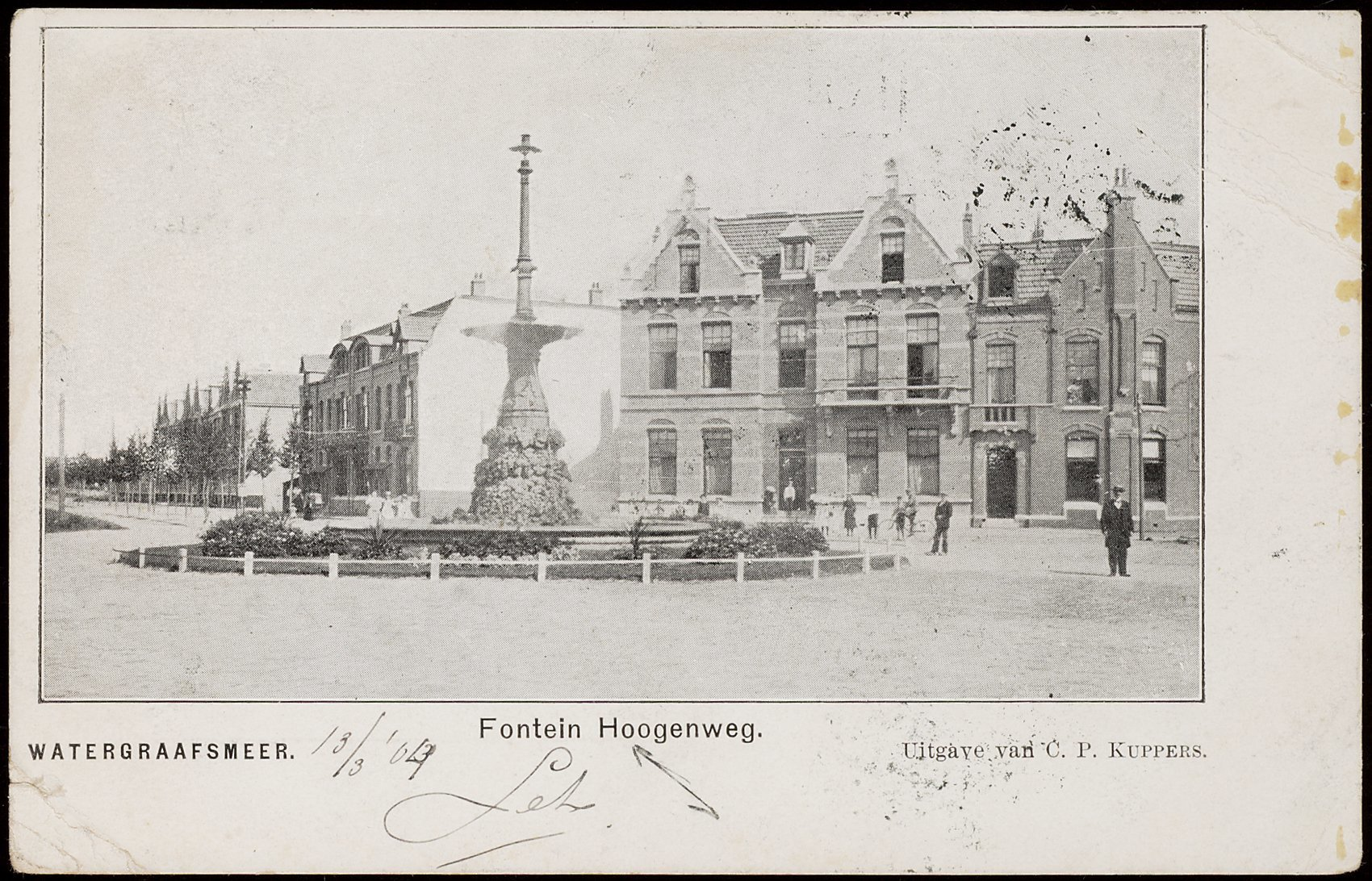
Oude fontein/lantaarn circa 1904

Hier lag eeuwenlang agrarische gebied dat in de 19e eeuw toebehoorde aan de gemeente Watergraafsmeer. Rond de eeuwwisseling begon die gemeente met het inrichten van een buurtje onder de naam Linnaeuspark; een naam die nog terug te vinden is de Linnaeusparkweg. Andere straten kregen minder aansprekende namen zoals de Breedeweg (een brede weg) en de Hoogeweg (hooggelegen in de gemeente). Op de kruising van de Hoogeweg en Linneausparkweg werd ruimte uitgespaard voor een (naamloos) plein. Centraal op dat plein kwam een plantsoentje met in het midden een fontein annex verhoogde lantaarn. Een verslaggever maakte in 1901 melding van de (enorme) fontein.   De straat was in 1901 nog niet geheel klaar (kiezelpad), maar de verlichting kreeg een compliment. Toch werd al geconstateerd dat de fontein het maar soms deed. Overigens werd er in de Linnaeusparkweg nog volop gebouwd, vaak huis voor huis. Toeval of niet, de "Bouwgrondmaatschappij Linnaeus-park" was aan hetzelfde pleintje gevestigd. De combinatie lantaarn en fontein, werkend met een waterbassin waaruit water stroomt zou het tot 1932 hebben volgehouden; ze functioneerde niet meer als zodanig en werd opgeofferd ten behoeve van toenemend verkeer. 

## Versie 2
Bij groeiende belangstelling voor de buurt richting 21e eeuw begon een buurtbewoner onderzoek om te kijken of er nog ergens restanten van de fontein/lantaarn terug te vinden waren. Het idee rijpte na lezing van een naslagwerk over de Watergraafsmeer van Jaap Kruizinga; daarin was een oude foto van de installatie te zien. Het was een ijdele poging. Er kwam vanuit de buurtbewoners het voorstel een replica te laten plaatsen, maar ideeën strandden. De aanhouder wint, want de buurt kon uit een budget van circa 300.000 euro kon een moderne fontein worden ontworpen en geplaatst. Deze wijkt sterk af van de originele, want bestaat uit moderne kunst van Handle with Care. Vanuit een bassin wordt door middel van 37 spuiters water de lucht in gespoten. Ze spuiten in getrapte vorm, laag aan de rand en hoog in het midden (6 meter). Ook de ondergrond is getrapt aangelegd, water stroomt via geel graniet met een ringlijn met rasters weer het onderliggende bassin in. Dat getrapte is volgens buurtbewoners te danken aan de Rembrandttoren, die vanaf de Hogeweg in de verte zichtbaar is. Een andere inspiratiebron was een fontein in Milaan aldus ontwerpers Sjoerd Hoogma en Alice Helenklaken.
Handle with Care heeft meerdere kunstwerken in Amsterdam, zoals de Schommelstoelen en wippen en Kastanjes op het Kastanjeplein. Ook hadden ze al een fontein voor het 's-Gravesandeplein.